# Хуан Фуентес
Хуан Рафаель Фуентес Ернандес (ісп. Juan Rafael Fuentes Hernández, нар. 5 січня 1990, Кордова) — іспанський футболіст, що грав на позиції лівого захисника, зокрема за «Кордову» та «Еспаньйол».

## Ігрова кар'єра
Народився 5 січня 1990 року в місті Кордова. Вихованець футбольної школи місцевого однойменного клубу. Дорослу футбольну кар'єру розпочав 2009 року в основній «Кордови» того ж клубу, в якій провів чотири сезони, взявши участь у 113 матчах іспанської Сегунди. 
Влітку 2013 року перейшов до вищолігового «Еспаньйола». Протягом першого сезону у новій команді був її основним лівим захисником, але згодом поступово почав програвати конкуренцію за місце в основному складі.
2016 року перейшов до «Осасуни», у складі якої пробитися до основного складу також не зумів, а коли за результататми сезону 2016/17 команда втратила місце в Ла-Лізі, залишив її.
Протягом півроку залишався без клубу, доки у лютому 2018 року не отримав запрошення від співвітчизника Айтора Каранки приєднатися до очолюваної ним команди англійського «Ноттінгем Форест». Невдовзі дебютував у її складі в іграх Чемпіоншипа, однак перша гра за нову команду виявилася для іспанця й останньою, хоча він перебував в англійському клубі до літа 2019 року, коли оголосив про завершення кар'єри.